# Gerhard Anschütz
Gerhard Anschütz (* 10. Januar 1867 in Halle (Saale); † 14. April 1948 in Heidelberg) war ein bedeutender deutscher Staatsrechtslehrer und führender Kommentator der Weimarer Verfassung.

## Leben und Wirken
Gerhard Anschütz kam als Sohn des Professors für Zivilrecht an der Universität Halle, August Anschütz, und seiner Frau Anna, geb. Volkmann, zur Welt. Nach einem einsemestrigen Studium generale an der Universität Genf studierte er Rechtswissenschaften an den Universitäten Leipzig, Berlin und Halle. Die Erste Juristische Staatsprüfung legte er 1889 vor dem Oberlandesgericht Naumburg ab. 1891 wurde er in Halle bei Edgar Loening mit der Arbeit Kritische Studien zur Lehre vom Rechtssatz und formellen Gesetzen promoviert. Das Assessorexamen folgte 1894 in Berlin. Dort habilitierte sich Anschütz 1896 mit der Schrift Ersatzanspruch aus Vermögensbeschädigungen durch rechtmäßige Handhabung der Staatsgewalt. Zum Wintersemester 1896/97 nahm er seine Tätigkeit als Privatdozent auf und folgte 1899 einem Ruf an die Universität Tübingen auf den Lehrstuhl für Staats- und Völkerrecht. Schon im Jahr 1900 wechselte er als Nachfolger des verstorbenen Georg Meyer an die Ruprecht-Karls-Universität Heidelberg, wo er das öffentliche Recht gemeinsam mit Georg Jellinek vertrat. 1908 folgte er einem Ruf an die Universität Berlin. Dort wurde er 1910 zum Geheimen Justizrat ernannt. 1916 kehrte er auf eigenen Wunsch an die Universität Heidelberg zurück, an der er bis zu seiner Emeritierung 1933 als „Professor der deutschen Staats- und Rechtsgeschichte und des deutschen Reichs- und Landesstaatsrechts einschließlich des Verwaltungsrechts und der Polizeiwissenschaft, sowie des Kirchenrechts“ lehrte.

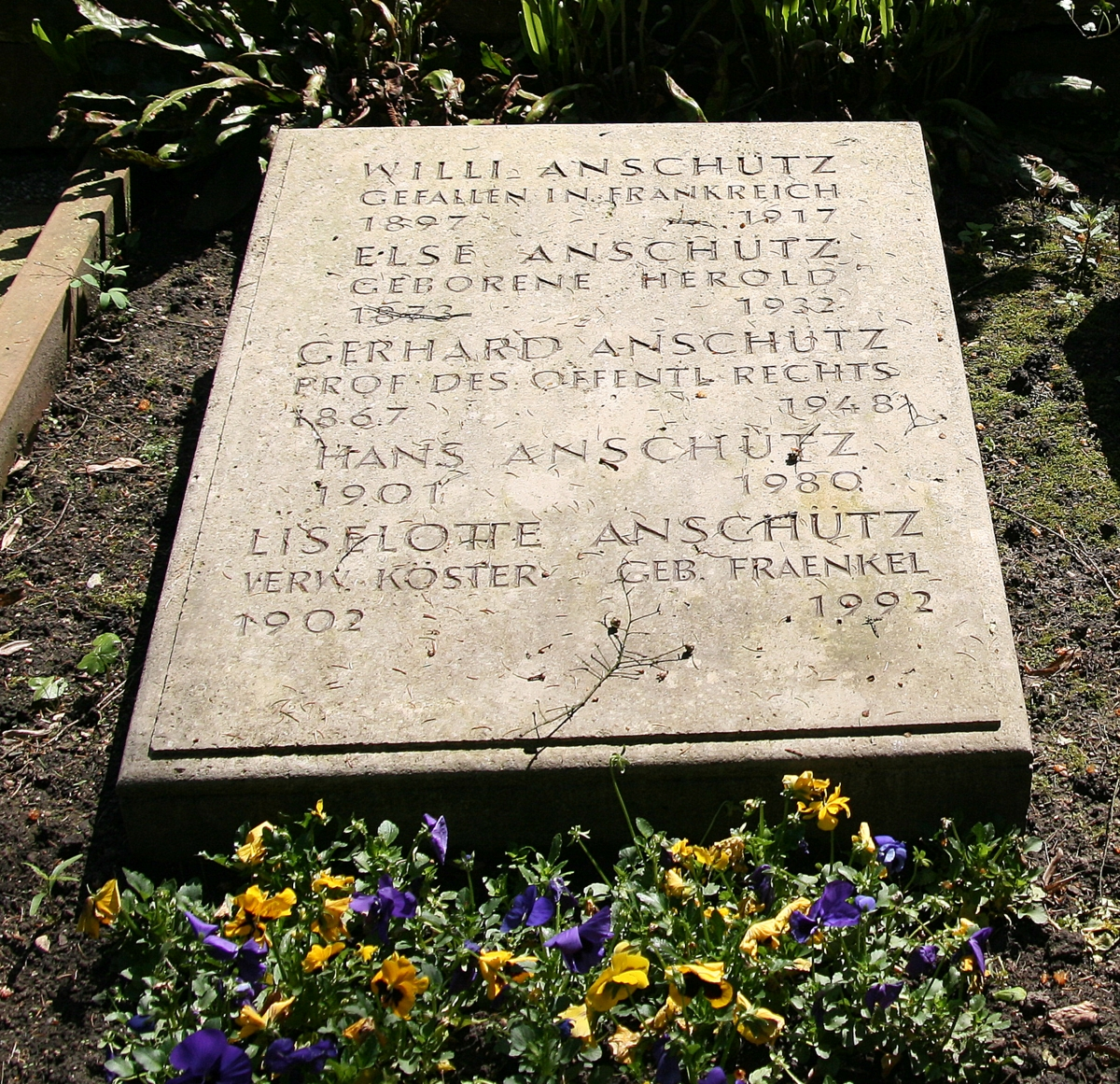
Familiengrabstätte Gerhard Anschütz. Hier ruhen mit ihm sein 1917 gefallener Sohn Willi Anschütz, seine Ehefrau Else Anschütz, geborene Herold, sein Sohn Hans Anschütz und dessen Witwe. Heidelberger Bergfriedhof (Abt. G)

Anschütz entstammte dem liberalen, protestantischen Bildungsbürgertum des Kaiserreichs und blieb zeitlebens von dessen Wertvorstellungen geprägt. Er verehrte Otto von Bismarck als Reichsgründer und sah in dem von ihm geschaffenen starken Nationalstaat eine positive Gegebenheit. Politisch national-liberal gesinnt, befürwortete er die konstitutionelle Monarchie in Preußen und im Reich zunächst uneingeschränkt. Doch bereits mit der Veröffentlichung seines Habilitationsvortrages „Die gegenwärtigen Theorien über den Begriff der gesetzgebenden Gewalt und des königlichen Verordnungsrechts nach preußischem Staatsrecht“ positionierte sich Anschütz als progressiver Vertreter seiner Zunft, indem er dem Monarchen ein selbständiges Verordnungsrecht absprach und sich damit gegen die von ihm so bezeichneten „Kryptoabsolutisten“ stellte. Während des Ersten Weltkriegs wechselte Anschütz dann klar ins reformorientierte Lager und sprach sich für eine Abschaffung des preußischen Dreiklassenwahlrechts, für die Parlamentarisierung des Reiches und gegen Annexionen aus.
Fast folgerichtig wurde er nach der Novemberrevolution 1918 vom Staatssekretär des Innern Hugo Preuß (DDP) gebeten, an den Vorberatungen der Verfassungsgebung teilzunehmen und die Leitung der Verfassungsangelegenheiten im Reichsinnenministerium zu übernehmen; Anschütz lehnte dies aus Rücksicht auf seine Professur in Heidelberg ab. War sein Anteil an der Entstehung der Weimarer Verfassung somit noch gering, wurde Anschütz mit der Veröffentlichung seines Verfassungskommentars im Jahr 1921 (vier Bearbeitungen und 14 Auflagen bis 1933) schnell zum führenden Interpreten des geltenden Staatsrechts. Zudem gehörte er, der liberalen DDP nahestehend, zu jenen Staatsrechtlern, die die demokratische Republik vorbehaltlos unterstützten: seine Rektoratsrede „Drei Leitgedanken der Weimarer Reichsverfassung“ aus dem Jahr 1922 bezeugt dies, ebenso sein Einsatz für Friedrich Ebert (SPD) in dessen Magdeburger Beleidigungsprozess und sein Wirken als Sachverständiger in Verfassungsfragen. Den Höhepunkt seines Engagements für die Republik stellte der Prozess Preußen contra Reich vor dem Staatsgerichtshof dar, in dem er als einer der Prozessbevollmächtigten der preußischen Regierung fungierte.
Anschütz zog aus der Ernennung Adolf Hitlers zum Reichskanzler und der in Gang gekommenen Machtergreifung der Nationalsozialisten die persönliche Konsequenz und beantragte beim badischen Kultusminister seine Emeritierung. Das Emeritierungsgesuch vom 31. März 1933 stellt ein Dokument seiner Persönlichkeit dar und sichert ihm bis heute hohe Anerkennung; in seiner zentralen Passage heißt es: „Mein Lehrauftrag erstreckt sich in erster Linie auf das deutsche Staatsrecht. Dieses Fach stellt nach meiner von jeher betätigten Überzeugung, für die ich die Zustimmung des Herrn Ministers erbitte, an den Dozenten Anforderungen, die nicht nur rechtswissenschaftlicher, sondern auch politischer Natur sind. Aufgabe des Staatsrechtslehrers ist es nicht nur, den Studierenden die Kenntnis des deutschen Staatsrechts zu übermitteln, sondern auch die Studierenden im Sinne und Geist der geltenden Verfassungsordnung zu erziehen. Hierzu ist ein hoher Grad innerlicher Verbundenheit des Dozenten mit der Staatsordnung nötig. Die mir obliegende Pflicht zur Aufrichtigkeit fordert von mir, zu bekennen, daß ich diese Verbundenheit mit dem jetzt im Werden begriffenen neuen deutschen Staatsrecht zur Zeit nicht aufbringen kann.“ Dem Gesuch wurde umgehend stattgegeben.
Während des Dritten Reichs lebte Anschütz zurückgezogen und publizierte kaum. Als erklärter NS-Gegner wirkte er nach 1945 als Berater der US-Militärregierung in Frankfurt am Main. In dieser Funktion war er einer der Väter der Gründung und der Verfassung des Landes Groß-Hessen.
Gerhard Anschütz war verheiratet mit Else Herold (1873–1932); das Paar hatte drei Kinder, darunter den Juristen Hans Anschütz (1901–1980). Die Familiengrabstätte befindet sich auf dem Heidelberger Bergfriedhof in der Abteilung G.

## Werk
Anschütz war der „Repräsentant zweier staatsrechtlicher Epochen“ (Walter Jellinek), des Konstitutionalismus im Kaiserreich und der demokratischen Republik von Weimar. Zu beiden Epochen legte er maßgebliche Darstellungen vor, deren Rezeption darunter litt, dass die rechtswissenschaftlich durchdrungenen Staatsordnungen bald nach oder schon vor Erscheinen der Werke zusammenbrachen. So erlangte Anschütz’ Werk unbeabsichtigt rechtshistorische Bedeutung, weil es sowohl die konstitutionelle Monarchie vor 1918 als auch die Weimarer Republik abschließend auf höchstem rechtswissenschaftlichem Niveau darstellte. Dies gilt zunächst für den 1912 erschienenen Kommentar Die Verfassungsurkunde für den preußischen Staat vom 31. Januar 1850, von dem nur ein erster Band erschien; dieses Werk setzte neue Maßstäbe für die juristische Kommentarliteratur und wurde als „Prototyp“ des „wissenschaftlichen Verfassungskommentars“ bezeichnet. Die letzte, siebte Auflage des Lehrbuchs des Verfassungsrechts von Georg Meyer, das Anschütz seit Meyers Tod bearbeitete, erschien erst 1919 und hatte damit von Anbeginn historische Bedeutung. Ebenso erging es letztlich dem seit 1921 publizierten Standardkommentar Die Verfassung des Deutschen Reiches vom 11. August 1919, dessen letzte Auflage im März 1933 erschien. Und auch das repräsentative, gemeinsam mit seinem Freund Richard Thoma herausgegebene Handbuch des deutschen Staatsrechts fiel schon in die Endphase der Republik. Im Vorwort zum Verfassungskommentar hatte Anschütz angesichts der in Gang befindlichen „Machtergreifung“ formuliert: „Der Entschluss, einen Kommentar der Reichsverfassung heute trotz alledem, abermals neubearbeitet, herauszubringen, erfordert ein kleines Maß von Vertrauen und Zuversicht.“
Methodisch ist Anschütz dem Rechtspositivismus zuzurechnen, zu dem er sich auch selbst bis zuletzt bekannte. Dabei kann und muss seine Position sowohl von der durch Carl Friedrich von Gerber und Paul Laband vertretenen Richtung abgegrenzt werden, deren „juristisch-konstruktive Betrachtungsweise“ Anschütz ablehnte, als auch von Hans Kelsens Reiner Rechtslehre, für deren Abstraktion ihm das Verständnis fehlte. Seine eigene Position wird demgegenüber als „gemäßigter Positivismus“, „historisch fundierter Positivismus“ oder auch „demokratischer Positivismus“ charakterisiert. Wie alle Rechtspositivisten stellte Anschütz das positive Recht, das staatliche Gesetz in den Mittelpunkt; alles Außerjuristische, Metaphysische wollte er vom Recht fernhalten, insbesondere lehnte er das Naturrecht in jeder Form strikt ab. Anschütz’ spezifische Position kann in der historischen Methode gesehen werden, die Sinn und Zweck von Normen aus der Entstehungsgeschichte zu ermitteln sucht. Auch unterscheidet Anschütz von der Begriffsjurisprudenz anderer Rechtspositivisten, dass er seine eigene politische Position offenlegt. Als bedeutender Vertreter des Rechtspositivismus und führender Verfassungskommentator wurde Anschütz in der Weimarer Republik zum Repräsentanten einer Orthodoxie, gegen die sich in der zweiten Hälfte der 1920er Jahre Neuerer ganz unterschiedlicher Provenienz (Smend, Schmitt, Heller) wandten, was zum Methodenstreit der Weimarer Staatsrechtslehre führte.
Inhaltlich wurde der Methodenstreit vorwiegend auf dem Feld zweier verfassungsrechtlicher Fragen ausgetragen, zu denen Anschütz klar Position bezog: zum einen ging es um die etwa von Erich Kaufmann und Gerhard Leibholz postulierte Bindung des Gesetzgebers an die Grundrechte, speziell den Gleichheitssatz (Art. 109 WRV), und das daraus resultierende richterliche Prüfungsrecht; zum anderen um die prominent von Carl Schmitt vertretene These von einem Verfassungskern, der dem verfassungsändernden Gesetzgeber nach geltendem Verfassungsrecht entzogen sei. Anschütz lehnte aus seiner positivistischen Grundhaltung heraus beide Ansätze ab. Die Bindung des demokratisch legitimierten Gesetzgebers an den Gleichheitssatz kam für Anschütz nicht in Frage, weil das daraus folgende richterliche Prüfungsrecht eine Politisierung der Justiz zur Folge haben müsse. Zudem war Anschütz das verfassungstheoretische Konzept des Vorrangs der Verfassung vor dem einfachen Gesetz, das ein richterliches Prüfungsrecht voraussetzt, grundsätzlich fremd. Dies ist auch die Grundlage seiner Argumentation gegen Schmitts These vom nicht zu ändernden Verfassungskern, die auf der Unterscheidung von Pouvoir constituant und Pouvoir constitué beruht und postuliert, dass der verfassungsändernde Gesetzgeber die Grundentscheidungen des Verfassungsgebers nicht revidieren dürfe. In seiner Kommentierung des Artikels 76 der Weimarer Verfassung wies Anschütz diese Meinung zurück. Als Positivist wies er darauf hin, dass diese Lehre „im geltenden Recht keinen Anhalt“ finde; eine Unterscheidung zwischen gesetzgebender und verfassungsgesetzgebender Gewalt sei der deutschen Tradition und auch dem geltenden Verfassungsrecht fremd, in Anschütz’ klassischer Formulierung: „Die Verfassung steht nicht über der Legislative, sondern zur Disposition derselben (...).“

## Rezeption
Die geistige Situation nach 1945 begünstigte die Rezeption des Werkes von Anschütz nicht. Zwar wirkte er als vorbildlicher Verfassungskommentator und Mitbegründer der Literaturgattung staatsrechtliches Handbuch in der Bundesrepublik fort und fand Respekt für seine Haltung im Jahr 1933. Doch stand der Zeitgeist im Zeichen von Naturrechtsrenaissance und materialer Wertphilosophie gegen den Rechtspositivismus und seine Vertreter. Das Grundgesetz wurde 1948/49 in wesentlichen Aspekten als Abkehr von der Weimarer Verfassung konzipiert. Gerade jene Lehren, die Anschütz im Methodenstreit abgelehnt hatte, fanden Eingang in die neue Verfassung: Art. 1 Abs. 3 GG band den Gesetzgeber an die Grundrechte, Art. 79 Abs. 3 GG rezipierte Schmitts Lehre vom unabänderlichen Verfassungskern. Den Positivisten der Weimarer Jahre wurde ihr Werterelativismus vorgeworfen, der Hitler den legalen Weg zur Macht ermöglicht habe (Anschütz’ Kommentierung des Art. 76 WRV galt als eindrückliches Beispiel für diesen Relativismus). Auch die Staatsrechtslehre der frühen Bundesrepublik wurde bis in die 1970er Jahre geprägt durch die Antipositivisten der Weimarer Republik, Rudolf Smend und Carl Schmitt, die schulbildend wirkten. So ergab sich die paradoxe Lage, dass der demokratische Neuanfang mit den antipositivistischen, zugleich aber antidemokratischen Theorien der Weimarer Zeit gegen die positivistischen, zugleich aber demokratischen Lehren unternommen wurde.
Erst in jüngerer Zeit finden die Weimarer Rechtspositivisten, auch Gerhard Anschütz, wieder größere Anerkennung, wofür die Arbeiten Horst Dreiers und Kathrin Grohs exemplarisch stehen.

## Schriften (Auswahl)
- Die Verfassungsurkunde für den Preußischen Staat vom 31. Januar 1850. Ein Kommentar für Wissenschaft und Praxis. Häring, Berlin 1912.
- Verwaltungsgerichtsbarkeit. In: Handbuch der Politik, Berlin und Leipzig 1914.
- Georg Meyer: Lehrbuch des Deutschen Staatsrechts, bearbeitet von Gerhard Anschütz. Duncker & Humblot, (8. Auflage) Berlin 2005 (unveränderter Nachdruck der 7. Auflage von 1919, eingeleitet von Ernst-Wolfgang Böckenförde).
- Drei Leitgedanken der Weimarer Reichsverfassung. Rede, gehalten bei der Jahresfeier der Universität Heidelberg am 22. November 1922. Mohr, Tübingen 1923.
- mit Richard Thoma (Hrsg.): Handbuch des deutschen Staatsrechts, 2 Bände. Mohr, Tübingen 1930/32.
- Die Verfassung des Deutschen Reiches vom 11. August 1919. Ein Kommentar für Wissenschaft und Praxis. Stilke, 14. Auflage, Berlin 1933. Unveränd. reprograf. Nachdr., Wiss. Buchges.,1965 (Digitalisat).
- Aus meinem Leben. Erinnerungen von Gerhard Anschütz, herausgegeben und eingeleitet von Walter Pauly. Klostermann, Frankfurt am Main 1993.